# Great Casterton
Great Casterton es una localidad situada en la autoridad unitaria de Rutland, en Inglaterra (Reino Unido). Tiene una población estimada, a mediados de 2019, de 557 habitantes.
Está ubicada en el centro de la región Midlands del Este, cerca del lago artificial de Rutland Water.